# Разбој (гимнастика)
Разбој је гимнастичка справа која је обично висине метар и 75 центиметара. Приликом извођења вежбе на гимнастичком разбоју, морају бити доминантни окрети око уздужне и попречне осе. Све вежбе које гимнастичар изводи подразумевају комплетну употребу разбоја по дужини, испод и изнад шипки.
Потребно је много вежбања и истрајности како би гимнастичар савладао изазове које му поставља разбој. Иако су веома захтевни, поменути покрети на разбоју искусном гимнастичару делују изузетно лаки и природни.
Акробатске вештине које су присутне и гимнастички елементи, уједињени у једну целину, са завршетком који се састоји од скока са справе и контролисаног наскока, указују на грациозност, снагу и спретност гимнастичара.